# Mitchell Gaylord
Mitchell Jay „Mitch“ Gaylord (* 10. März 1961 in Van Nuys, Los Angeles, Kalifornien) ist ein ehemaliger US-amerikanischer Turner und Schauspieler.

## Erfolge im Turnen
Mitchell Gaylord stieß 1980 zur US-amerikanischen Turnnationalmannschaft, verpasste jedoch die Nominierung für die Olympischen Spiele 1980. Als Mitglied der UCLA Bruins gewann er 1984 die College-Meisterschaften, nachdem er bereits 1983 und auch 1984 bei den US-amerikanischen Meisterschaften erfolgreich gewesen war. Gemeinsam mit seinen Mannschaftskollegen von den Bruins, Tim Daggett und Peter Vidmar, wurde Gaylord daher für die Olympischen Spiele 1984 in seiner Heimatstadt Los Angeles nominiert. Während er am Reck und am Boden als 37. bzw. 16. der Qualifikation den Finaleinzug verpasste, verliefen seine übrigen wesentlich erfolgreicher. Am Pauschenpferd war er Vierter der Qualifikation und zog nur deshalb nicht ins Finale ein, weil es mit Timothy Daggett und Peter Vidmar bereits zwei besser platzierte Starter aus den Vereinigten Staaten gab und sich maximal nur die beiden besten Turner je Nation für das Finale qualifizieren konnten. Den Einzelmehrkampf beendete er mit 118,525 Punkten auf dem fünften Platz, nur 0,05 Punkte hinter dem Bronzerang, den der Chinese Li Ning belegte.
Dank 19,850 Punkten schloss Gaylord das Finale am Barren auf dem dritten Platz ab. Lediglich sein Landsmann Bart Conner, der mit 19,950 Punkten Olympiasieger wurde, und der mit 19,925 Punkten zweitplatzierte Japaner Nobuyuki Kajitani waren besser gewesen. Auch an den Ringen sicherte sich Gaylord die Bronzemedaille. Seine 19,825 Punkte wurden lediglich von Kōji Gushiken aus Japan sowie Li Ning übertroffen, die sich mit jeweils 19,850 den Olympiasieg teilten. Der nächste Medaillengewinn folgte im Pferdsprung. Der Chinese Lou Yun wurde mit 19,950 Punkten Olympiasieger, während Gaylord zusammen mit Li Ning, Kōji Gushiken und dessen Landsmann Shinji Morisue, die allesamt wie Gaylord 19,825 Punkte erzielten, die Silbermedaille erhielt. Seinen größten Erfolg feierte Gaylor schließlich mit der US-amerikanischen Mannschaft im Mannschaftsmehrkampf. Mit 591,400 Punkten setzten sich die US-Amerikaner im Finale gegen die zweitplatzierten Chinesen, die 590,80 Punkte erzielten, sowie die mit 586,700 Punkten auf Rang drei platzierten Japaner durch. Neben Gaylord gewannen Bart Conner, Timothy Dagget, Jim Hartung, Scott Johnson und Peter Vidmar die Goldmedaille.
Gleich zwei Turnelemente am Reck sind nach Gaylord benannt, der  Gaylord und der Gaylord 2. USA Gymnastics nahm Gaylord 1998 in seine Hall of Fame auf. 2006 wurde die siegreiche Turn-Mannschaft von 1984 um Gaylord in die United States Olympic & Paralympic Hall of Fame aufgenommen. Außerdem wurde er 2009 in die International Jewish Sports Hall of Fame und 2023 in die International Gymnastics Hall of Fame aufgenommen.

## Schauspielkarriere
Gaylord wurde in den 1980er-Jahren auch als Schauspieler tätig. In American Anthem spielte er 1986 neben Janet Jones seine erste Hauptrolle, wofür er 1987 eine Nominierung als schlechtester Newcomer für die Goldene Himbeere erhielt. Später war er vornehmlich als Stuntman aktiv. In Batman Forever fungierte er 1995 als Stuntdouble von Chris O’Donnell in der Rolle des Robin und hatte selbst eine kleinere Nebenrolle als dessen älterer Bruder Mitch Grayson. Auch bei dem im selben Jahr erschienenen Film Mortal Kombat war er als Stuntman beteiligt. 
Nachdem er seine Schauspielkarriere beendet hatte, arbeitete er unter anderem für Morgan Stanley Smith Barney.

## Persönliches
Gaylord ist mit Valentina Agius verheiratet, das Paar hat zwei Kinder. Zuvor war er mit Deborah Driggs verheiratet, mit der er drei Kinder hat.

## Filmografie
- 1976: Flucht ins 23. Jahrhundert (Logan’s Run)
- 1984: Noch Fragen Arnold? (Diff'rent Strokes, Fernsehserie, 1 Folge)
- 1986: American Anthem
- 1989: American Rikscha
- 1991: Polizeibericht (Dragnet, Fernsehserie, 1 Folge)
- 1992: Animal Crimes
- 1994: Sexual Outlaws
- 1995: Batman Forever
- 2005: Sledge: The Untold Story